# 2011年科技
2011年科學技術領域所發生的一些重要事件。

## 重大獎項
诺贝尔獎
- 物理学：索尔·珀尔马特、亚当·里斯及布莱恩·施密特
- 化学：丹·舍特曼
- 医学：布魯斯·比尤特勒、朱尔斯·霍夫曼及拉尔夫·斯坦曼[1]
- 文学：托马斯·特兰斯特罗默
- 和平：埃伦·约翰逊-瑟利夫、莱伊曼·古博薇及塔瓦库·卡曼
- 经济学：克里斯托弗·西姆斯及托瑪斯·薩金特

圖靈獎
- 朱迪亚·珀尔